# 사베리촌
사베리촌(山辺里村)은 니가타현 이와후네군에 있던 촌이다. 

## 역사
- 1889년 4월 1일 - 정촌제 시행에 의해 이와후네군 사베리촌이 성립하였다.
- 1954년 3월 31일 - 무라카미정, 이와후네정, 세나미정, 가미카이후촌과 합병, 시로 승격해 무라카미시가 되어 소멸하였다.

## 참고문헌
- 『市町村名変遷辞典』東京堂出版、1990年。